# استرابون
استرابو یا یا استرابون یا سترابُن
(به یونانی کهن: Στράβων، Strábōn) از تاریخ‌نگاران و جغرافی‌دانان یونانی بود که کتاب جغرافیای وی تنها اثر باقی‌مانده در زمان فرمانروایی آگوستوس (۲۷ پیش از میلاد – ۱۴ پس از میلاد) می‌باشد که به تمام اقوام و کشورهای شناخته شده توسط یونانیان و رومیان در آن هنگام پرداخته‌است.
استرابو حدود سال ۵۰ پیش از میلاد در آماسیه یکی از شهرهای آسیای صغیر که در قلمرو شاهان ایرانی پونتوس بود، به دنیا آمد. مدتی از عمر خود را در مصر سپری کرد. چندی نیز در اسکندریه آثار جغرافیایی اراتوستن را مطالعه کرد. اثر معروف وی جغرافیا است که مشتمل بر هفده کتاب است. ظاهراً متمم یکی دیگر از کتاب‌های او موسوم به حوادث تاریخی بوده که در حال حاضر اثری از آن در دست نیست.

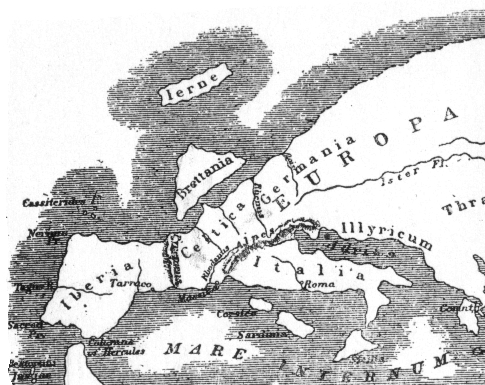
نقشه اروپا طبق کتاب استرابو

کتاب جغرافیایی او منبع گران‌بها و سرشاری برای کسب اطلاع دربارهٔ اوضاع جغرافیایی دنیای قدیم است. از کتاب جغرافیایی استرابون دربارهٔ اسپانیا و ایتالیا و هندوستان و آسیای صغیر اطلاعات مفیدی می‌توان به دست آورد.
مؤلف در این کتاب نواحی ایران را وصف کرده و مطالب مفیدی دربارهٔ نیروهای تولیدی فلات ایران و سازمان اجتماعی و فرهنگ و تمدن مردمانی که در نواحی مختلف ایران ساکن بوده‌اند، نوشته‌است.

## آیین و دین ایرانیان در کتاب رسالهٔ جغرافیای استرابو
استرابو در رسالهٔ جغرافیا، کتاب پانزدهم، کردهٔ سوم، بند سیزدهم، در مورد آیین و مراسمی ایرانی که برگزاری آن را در کاپادوکیه خود به چشم دیده‌است به شرح زیر بیان می‌کند.

رسمهای پارسیان و مادها و بسیاری از مردمان بهم همانند است که دربارهٔ آن‌ها مطالب گوناگونی نوشته‌اند لیکن من در این میان آنچه مهم می‌نماید بازگو خواهم کرد. پارسیان پیکره‌ها و آدریان برنمی‌افرازند بلکه آیین‌های قربانی را در جایگاهی بلند به‌جای می‌آورند و آسمان را زئوس می‌پندارند. آنان همچنین خورشید را که مهر‌ش می‌نامند و ماه را و آفرودیت را و آتش و زمین را و بادها و آب را نیز بزرگ می‌دارند. آنان پس از خواندن نیایش‌های اهدایی درحالی‌که قربانی را به تاج گل‌ها آراسته‌اند آیین یزشن را در جای پاکیزه برگزار می‌کنند. مغ که سرپرستی آیین را به عهده دارد قربانی را پاره‌پاره می‌کند شرکت کنندگان هر یک بهرهٔ خود را گرفته، مراسم را ترک می‌کنند و هیچ بخشی به ایزدان تخصیص داده نمی‌شود. آنان بر آنند که خدا تنها به روان قربانی نیاز دارد با وجود این بنا به گفتهٔ برخی‌ها گاه بخش کوچکی از اندرونهٔ قربانی را بر آتش می‌نهند. ایرانیان میان آب و آتش از لحاظ رسم‌های قربانی فرقی قایلند. در مورد آتش کنده‌های هیزم بی خار بر آتش می‌نهند و از بالا چربی بدان می‌ریزند و آنگاه در حین پاشیدن روغن آن را از پایین می‌افروزند و هرگز بر آتش نمی‌دمند بلکه با بادبزن آن را باد می‌زنند و کسانی را که آتش را خاموش کرده‌اند یا آن را با لاشهٔ مرده یا چیزهای ناپاک آلوده‌اند می‌کشند. اما در مورد آب زمانیکه ایرانیان به دریاچه یا رود یا چشمه‌ای رسند گودال‌های بزرگ کنده قربانی را در کنار آن می‌کشند و سخت پروای آن دارند که هرگز خون به آب نیامی‌زد چون این کار سبب آلودگی آب خواهد بود.
در کاپادوکیه، سرزمینی که طایفهٔ مغان که آن‌ها را آذر موبدان می‌خوانند و نیز معابد ایزدان ایرانی بیشمار است حیوان قربانی را سر نمی‌برند بلکه آن را با ضربهٔ کنده درختی که به دستهٔ هاون مانند است، بی جان می‌کنند.

پارسها مردگان خود را پس از آنکه با موم پوشاندند به خاک می‌سپارند اما مغان مردگان را به خاک نمی‌سپارند بلکه آن‌ها را در جایی می‌نهند که مرغان بدرند. 
بخش عمدهٔ مطالب بالا با اندکی کم‌وکاست با نوشته‌های مورخان پیشین به ویژه هرودوت هم آهنگی دارد.